# Acuerdo de Boiso Lanza
El Acuerdo de Boiso Lanza fue un conjunto de exigencias impuestas por las Fuerzas Armadas de Uruguay al entonces presidente Juan María Bordaberry el 12 de febrero de 1973 en la Base Aérea "Cap. Juan Manuel Boiso Lanza" de Montevideo.

## Antecedentes
El 9 de septiembre de 1971 el entonces presidente Jorge Pacheco Areco encomendó a las Fuerzas Armadas la conducción de la lucha contra la guerrilla. El 16 de diciembre del mismo año se creó "a título experimental" la Junta de Comandantes en Jefe (JCJ) y el Estado Mayor Conjunto (Esmaco) de las Fuerzas Armadas. El general Gregorio Álvarez fue designado Jefe del Esmaco, organismo que realizaba el estudio, asesoramiento, coordinación y planificación de las acciones anti guerrilleras. El Esmaco tenía tres funciones: la de "coordinador" ("tareas de información, asesoramiento y planificación de operaciones del conjunto de las Fuerzas Armadas"), de "especialista" ("enseñanza, movilización, defensa civil, estadísticas, historia, acción cívica") y de "personal" (administrativa).
Una vez asumido el nuevo gobierno el 1° de marzo de 1972, el rol de las Fuerzas Armadas continuó incrementándose. El 31 de octubre de 1972 el ministro de Defensa, Augusto Legnani, había tenido que renunciar por no haber podido remover a un jefe encargado de una misión de alta importancia para el ministerio. Posteriormente, los mandos militares hicieron publicaciones enjuiciando al Presidente de la República. El entonces Ministro de Defensa, Armando Malet, se solidarizó con dichas críticas al Poder Ejecutivo, a pesar de lo cual fue mantenido en el cargo. 
El 31 de enero de 1973 el senador Amílcar Vasconcellos advirtió en una "Carta al pueblo uruguayo", la creciente injerencia de las Fuerzas Armadas en los asuntos políticos del país. "El país está entrando nuevamente a otro período militarista", decía Vasconcellos.
El 8 de febrero de 1973, con el propósito de controlar la efervescencia militar, el presidente Juan María Bordaberry sustituyó a Armando Malet por el general retirado Antonio Francese al frente del Ministerio de Defensa Nacional. En la mañana de ese día el nuevo ministro se reunió con los mandos de las tres fuerzas y sólo encontró respaldo en la Armada.
A las ocho de la noche, desde el canal de televisión del Estado, los jefes del Ejército y la Fuerza Aérea anunciaron que desconocerían las órdenes del ministro Antonio Francese y reclamaron al presidente a su relevo .
A las diez y media de la noche, desde Canal 4 (privado), Bordaberry anunció que mantendría a Antonio Francese en el Ministerio y convocó a la ciudadanía a reunirse en la Plaza Independencia, frente a la Casa de Gobierno. Allí le acompañaron los ruralistas Juan José Gari y Olga Clérici (viuda de Benito Nardone) y varios otros dirigentes políticos de poco peso. A la convocatoria a la plaza respondieron unos 200 ciudadanos.
En las primeras horas de la madrugada del 9 de febrero, el Ejército sacó sus tanques a las calles. En respuesta, los fusileros de la Armada, siguiendo órdenes del vicealmirante Juan José Zorrilla, cerraron la entrada a la Ciudad Vieja de Montevideo mediante barricadas, en respaldo de la constitución y del presidente de la república. 
El Ejército ocupó varias emisoras de radio, desde las cuales exhortó a los miembros de la Armada a unirse a sus planteos. Se emitió el Comunicado N° 4, firmado solo por los mandos del Ejército y la Fuerza Aérea. En el numeral 5° del comunicado el Ejército y la Fuerza Aérea planteaban alcanzar o impulsar la obtención de objetivos socioeconómicos, como incentivar las exportaciones, reorganizar el servicio exterior, eliminar la deuda externa opresiva, erradicar el desempleo, atacar los ilícitos económicos y la corrupción, reorganizar la administración pública y el sistema impositivo y redistribuir la tierra, entre otros. 
Hubo quienes vieron en el Comunicado N° 4 un cierto contenido progresista con propuestas de políticas del tipo de las aplicadas en Perú por el general Juan Velasco Alvarado. Varios sectores y dirigentes de la izquierda, en particular del Partido Comunista, observaron con expectativa muchos de los postulados del documento. La controversia se extendió en los días y semanas siguientes a la prensa de izquierda. Editoriales del diario El Popular y del semanario Marcha expresaron puntos de vista antagónicos al respecto.
En la noche del 9 de febrero en un acto celebrado en el barrio la Unión de Montevideo, el presidente del Frente Amplio, Líber Seregni, reclamó la renuncia de Bordaberry. No obstante, el presidente aceptó el planteo militar y relevó a Antonio Francese como Ministro de Defensa Nacional.
El sábado 10 de febrero tres ministros intentaron un acercamiento con las posiciones de los mandos militares insurrectos, de manera de que el presidente pudiera conservar su cargo. Por la noche, los comandantes del Ejército y la Fuerza Aérea emitieron el Comunicado N° 7, que en cierta forma relativizaba el comunicado anterior. En este último se decía, por ejemplo, que para las Fuerzas Armadas el motivo esencial de su existencia era "la preservación de la soberanía y la seguridad del Estado". 
También se afirmaba que "las Fuerzas Armadas no se adhieren ni ajustan sus esquemas mentales a ninguna filosofía política partidaria determinada, sino que pretenden adecuar su pensamiento y orientar sus acciones según la concepción propia y original de un Uruguay ideal”. “Este concepto se complementa con la aspiración de crear y consolidar en la totalidad de los uruguayos la "mística de la orientalidad", que consiste en la recuperación de los grandes valores morales de aquellos que forjaron nuestra nacionalidad".
Varios oficiales de la Armada desconocieron el mando del vicealmirante Juan José Zorrilla y apoyaron los comunicados del Ejército y la Fuerza Aérea. Al día siguiente, 11 de febrero, Zorrilla renunció al Comando de la Armada, asumiendo dicho cargo el Capitán de Navío Conrado Olazábal, con lo que esta fuerza abandonó su postura constitucionalista y se plegó a la posición del Ejército y la Fuerza Aérea.

## El acuerdo
El lunes 12 de febrero de 1973 Bordaberry concurrió a la Base Aérea "Cap. Juan Manuel Boiso Lanza" y aceptó todas las exigencias de los mandos militares y pactó su continuidad en la Presidencia. 
El "acuerdo" encomendaba a las Fuerzas Armadas "la misión de brindar seguridad al desarrollo nacional" y establecía las formas de participación de los militares en la actividad político-administrativa. Producto de este acuerdo, nació el Consejo de Seguridad Nacional (COSENA), órgano asesor del Poder Ejecutivo creado posteriormente por el decreto N° 163/973, del 23 de febrero de 1973. 
Inicialmente sus miembros permanentes eran el Presidente de la República, los Ministros de Interior, Relaciones Exteriores, Defensa Nacional y Economía y Finanzas, el director de la Oficina de Planeamiento y Presupuesto y los Comandantes en Jefe de las Fuerzas Armadas. Tenía un secretario permanente, cargo que era desempeñado por el Jefe del Esmaco, entonces el general Gregorio Álvarez.
Al día siguiente del acuerdo fueron designados nuevos Ministros del Interior (Néstor Bolentini) y de Defensa Nacional (Walter Ravenna). Con ello se completó el deslizamiento hacia un gobierno cívico-militar, donde formalmente gobernaban los civiles pero en los hechos el centro de poder se había trasladado a la órbita de las Fuerzas Armadas.